# Ikebana (album)
Ikebana je debitantski studijski album mariborske novovalovske skupine Lačni Franz, izdan pri založbi Helidon v obliki vinilne plošče leta 1981 in v obliki CD-ja leta 1996. Leta 2012 je bil v časopisu Dnevnik uvrščen na seznam najboljših slovenskih albumov.
Avtorske pravice zadnje pesmi, »Konec«, pripadajo skupini Los Mačučambos, psevdonimu skupine Lačni Franz.

## Seznam pesmi
Vse pesmi in vsa besedila je napisal Zoran Predin, razen, kjer je posebej navedeno.
| A stran | A stran             | A stran |
| Št.     | Naslov              | Dolžina |
| ------- | ------------------- | ------- |
| 1.      | „Bog nima telefona‟ | 3:27    |
| 2.      | „Paloma‟            | 3:16    |
| 3.      | „PH4‟               | 2:24    |
| 4.      | „Žarnica‟           | 3:15    |
| 5.      | „Praslovan‟         | 3:53    |
| 6.      | „Bitles‟            | 2:58    |

| B stran         | B stran            | B stran           | B stran         | B stran |
| Št.             | Naslov             | Besedilo          | Glasba          | Dolžina |
| --------------- | ------------------ | ----------------- | --------------- | ------- |
| 7.              | „Ikebana‟          |                   |                 | 2:47    |
| 8.              | „Lačni Franz‟      |                   |                 | 3:34    |
| 9.              | „Nekaj lepljivega‟ |                   | Oto Rimele      | 2:54    |
| 10.             | „Šankrok‟          |                   |                 | 3:09    |
| 11.             | „Stari vojak‟      | James Jones       |                 | 3:09    |
| 12.             | „Ja sam sam‟       | Zoran Stjepanović | Stjepanović     | 2:10    |
| 13.             | „Konec‟            |                   | Los Mačučambos  | 0:36    |
| Skupna dolžina: | Skupna dolžina:    | Skupna dolžina:   | Skupna dolžina: | 38:03   |

## Zasedba

### Lačni Franz
- Zoran Predin – vokal, akustična kitara
- Mirko Kosi – električni klavir, melotron
- Oto Rimele – kitara
- Damjan Likavec – bobni
- Zoran Stjepanović – bas kitara, harmonika, vokal (12), spremljevalni vokal (5, 6, 8)

### Ostali
- Boris Bele – spremljevalni vokal (2, 8)
- Didie Šenekar – oblikovanje ovitka
- Aco Razbornik – snemanje
- Miran Podlesnik – fotografiranje